# Ponthieva
Ponthieva ist eine Gattung aus der Familie der Orchideen (Orchidaceae). Sie besteht aus mehr als siebzig Arten krautiger Pflanzen, die im tropischen und subtropischen Amerika beheimatet sind.

## Beschreibung
Die Arten der Gattung Ponthieva sind terrestrisch wachsende krautige Pflanzen. Die büschelweise entspringenden Wurzeln sind fleischig und behaart. Die Blätter stehen in einer grundständigen Rosette, sie sind deutlich oder kaum gestielt. Ihre Form ist lanzettlich bis oval.
Der locker traubige Blütenstand steht endständig. Er ist meist lang, aufrecht, behaart, er trägt wenige bis zahlreiche Blüten. Der Blütenstandsstiel ist drüsig behaart und trägt einige Hochblätter. Die Tragblätter sind kürzer als die Blüten. Der Fruchtknoten ist gestielt und drüsig behaart. Die Blüten sind eher klein, nicht resupiniert, die Blütenblätter sind von dünner Textur. Die drei Sepalen sind meist frei, die seitlichen können an ihrer Basis für ein Stück miteinander verwachsen sein. Die Petalen sind asymmetrisch geformt, an der Basis schmal (genagelt) und mit der Säule verwachsen, der vordere Teil oft auffällig und in seiner Schauwirkung die Lippe ersetzend. Die Lippe ist im Gegensatz zu den anderen Blütenblättern fleischig, konkav geformt, an der Basis mit der Säule verwachsen, ganzrandig oder dreilappig. Die Säule ist kurz, zylindrisch und fleischig. Die Narbe ist quer zur Säulenachse oval, an den seitlichen Rändern aufgewölbt. Das Staubblatt ist gegenüber der Säulenachse herabgebogen, es enthält vier gelbe, mehlige Pollinien, die über Stielchen an einer kleinen Klebdrüse (Viscidium) sitzen. Das Rostellum zwischen Narbe und Staubblatt ist fingerförmig nach vorne gestreckt und biegsam. Es werden ovale Kapseln gebildet.
Als Blütenbesucher wurden Bienen aus der Familie Halictidae beobachtet. Die Lippe produziert eine ölige Substanz, was auf Bestäuber aus der Bienen-Familie Anthophoridae hindeutet.

## Vorkommen
Ponthieva kommt vom subtropischen Süden der USA über Mittelamerika und die Karibik bis in die Nordhälfte Südamerikas vor. Die südlichsten Vorkommen finden sich in Argentinien und Paraguay. Es werden Höhenlagen bis 3000 Meter besiedelt. Die Standorte liegen an meist feuchten Stellen im Schatten von Wäldern.

## Systematik und botanische Geschichte

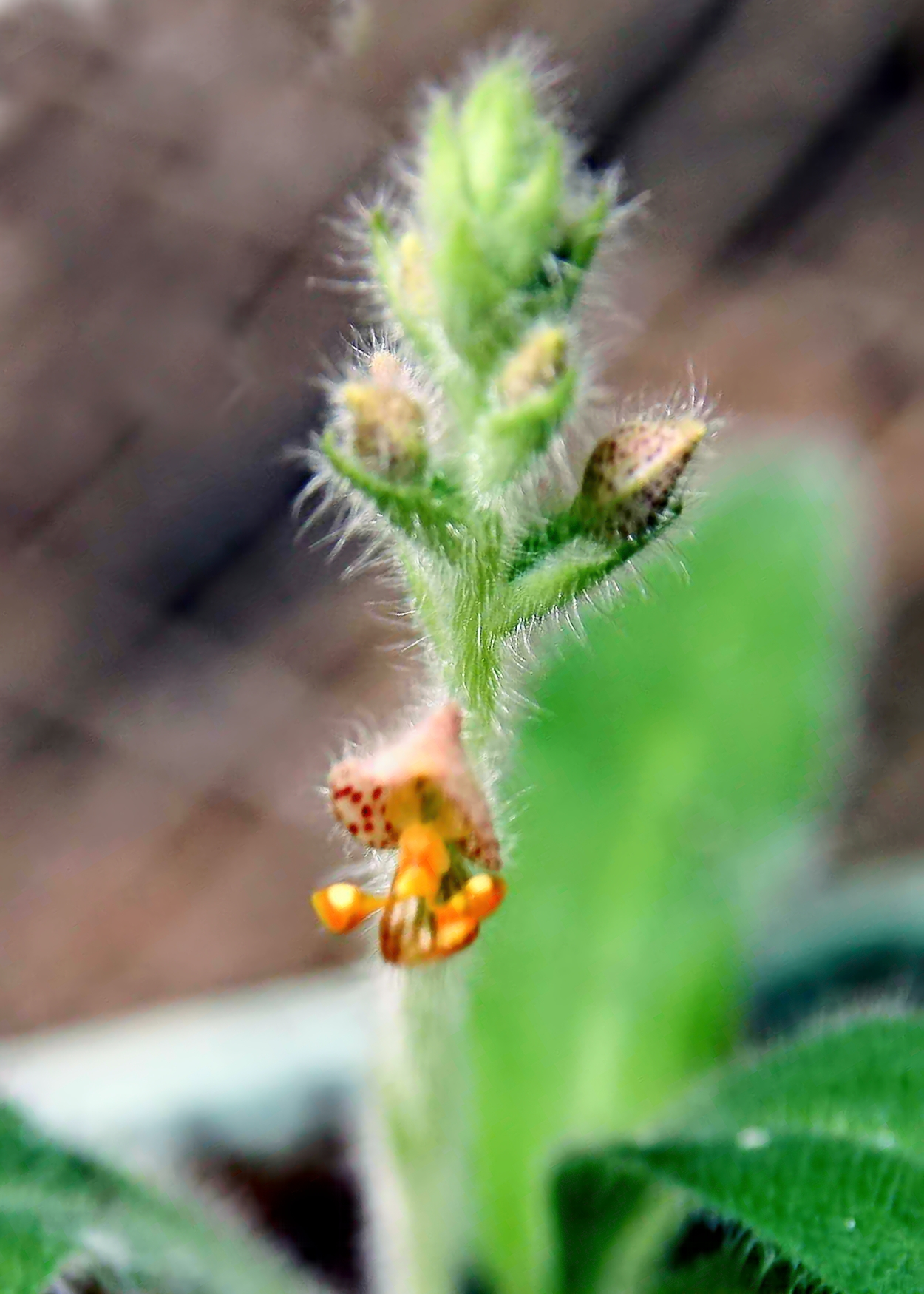
Ponthieva brenesii

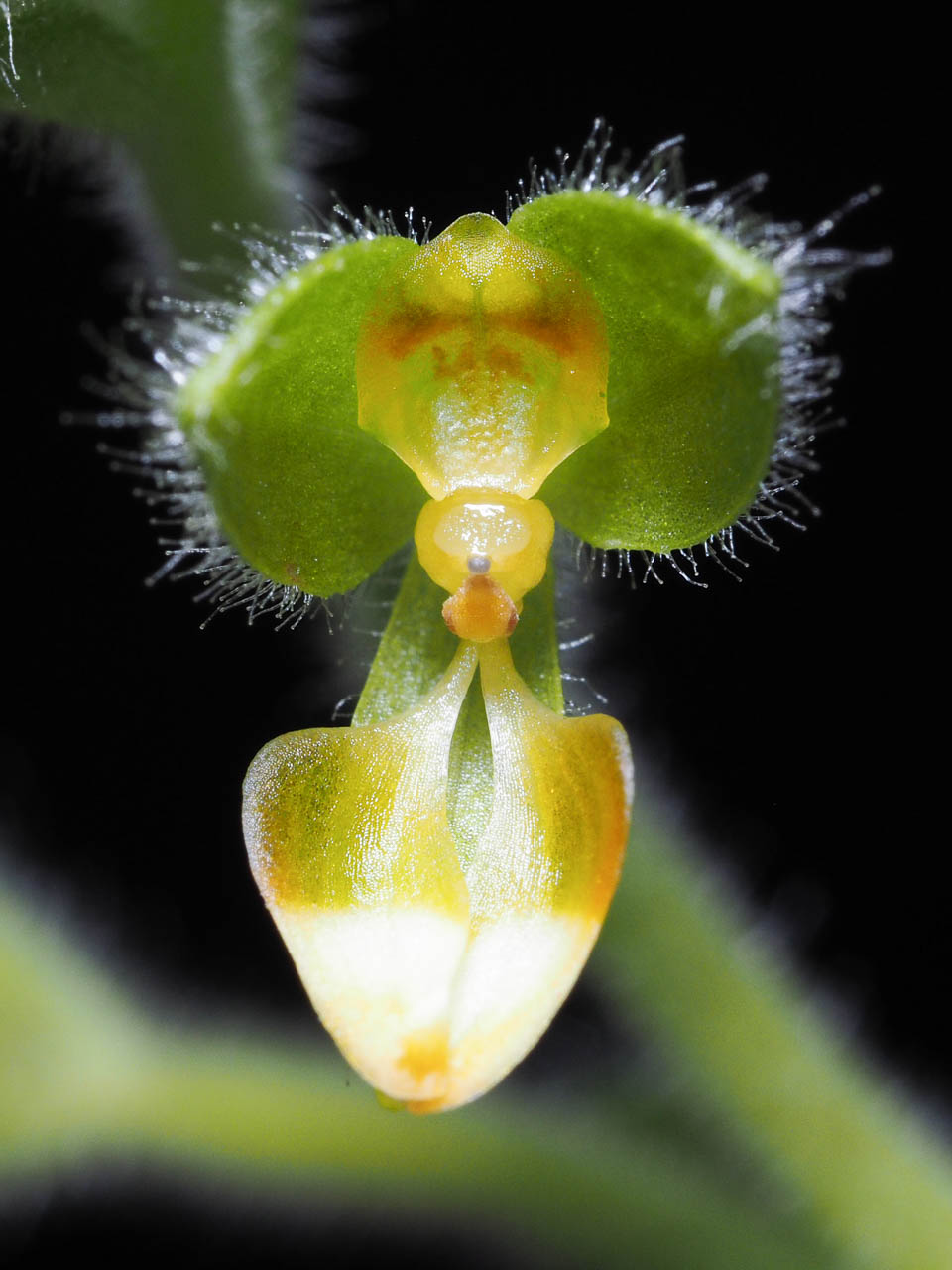
Ponthieva collantesii

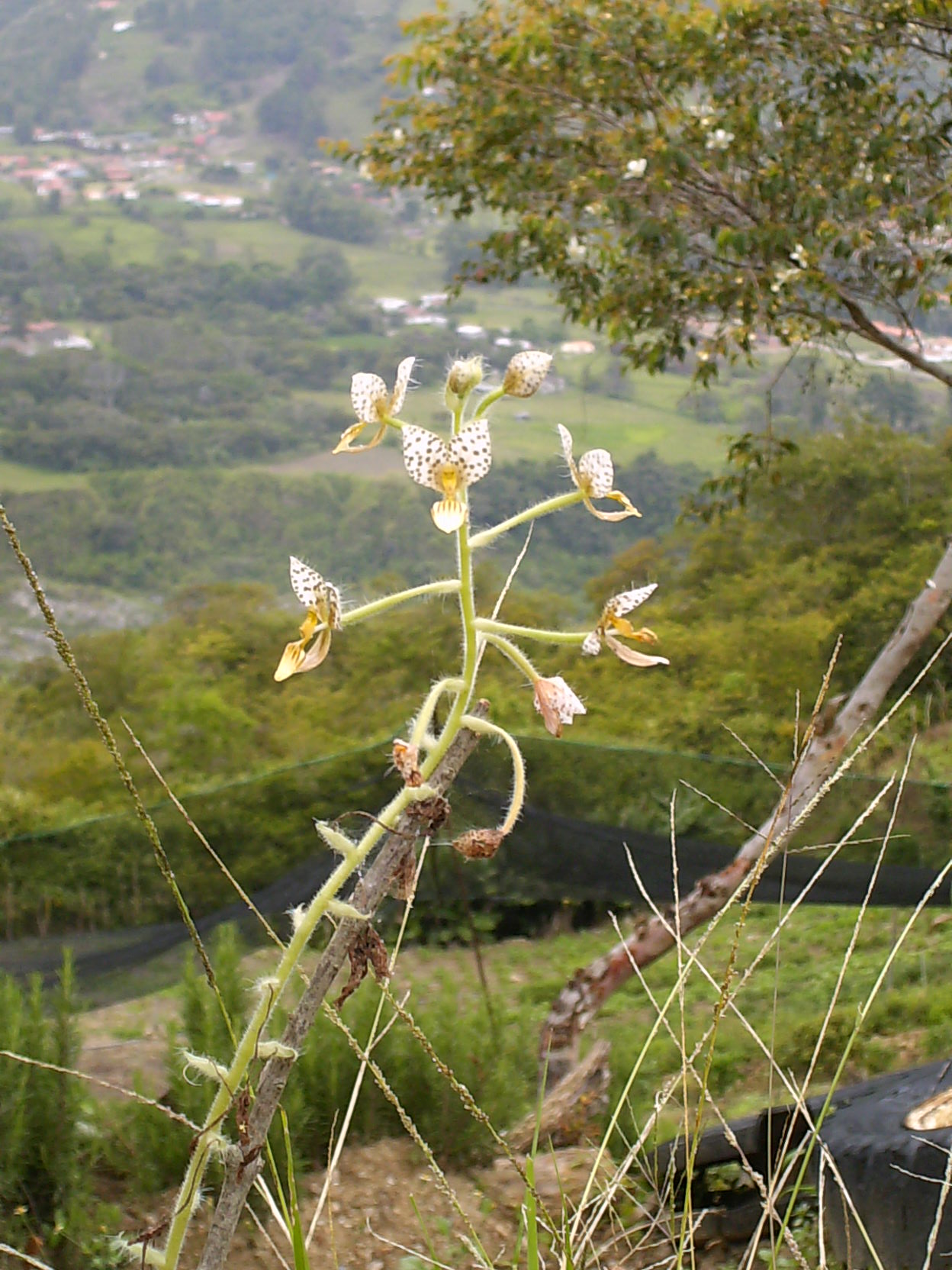
Ponthieva maculata

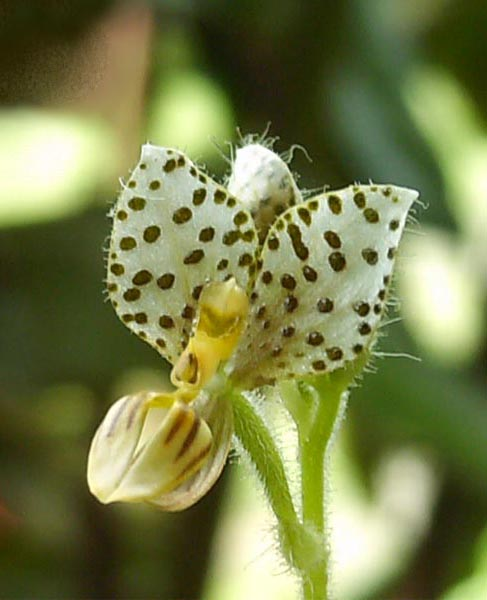
Ponthieva maculata

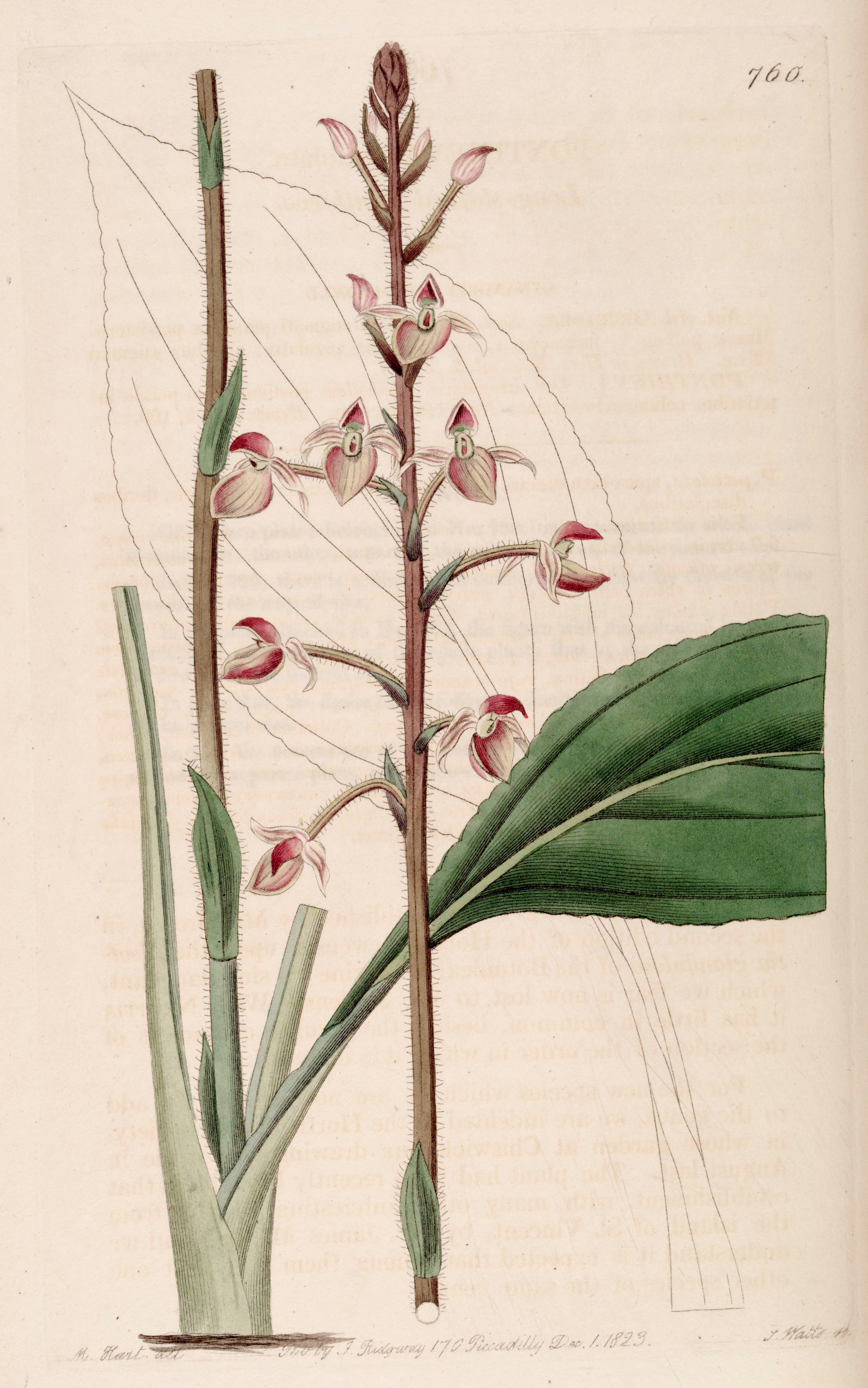
Ponthieva petiolata, Illustration

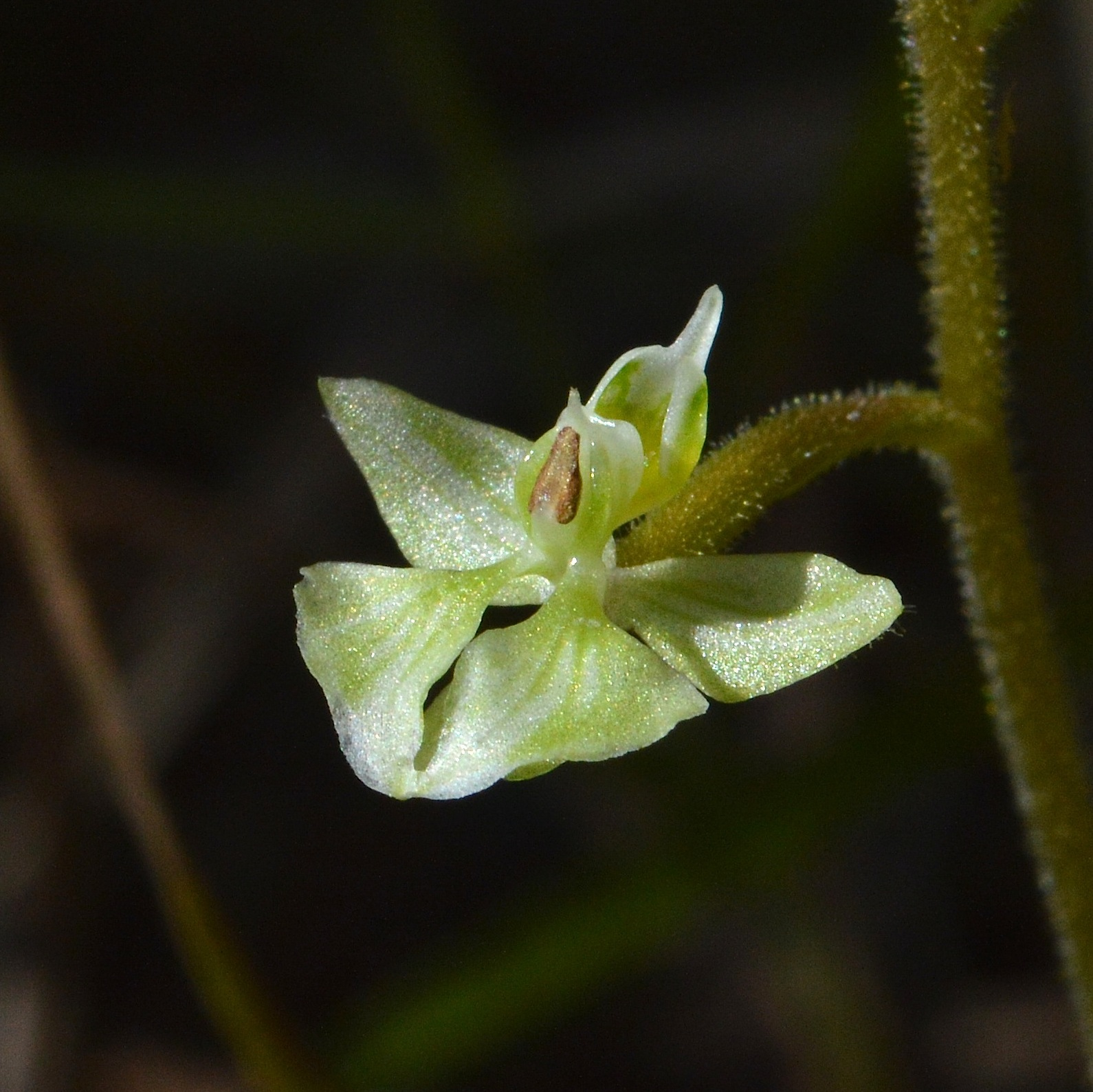
Ponthieva racemosa

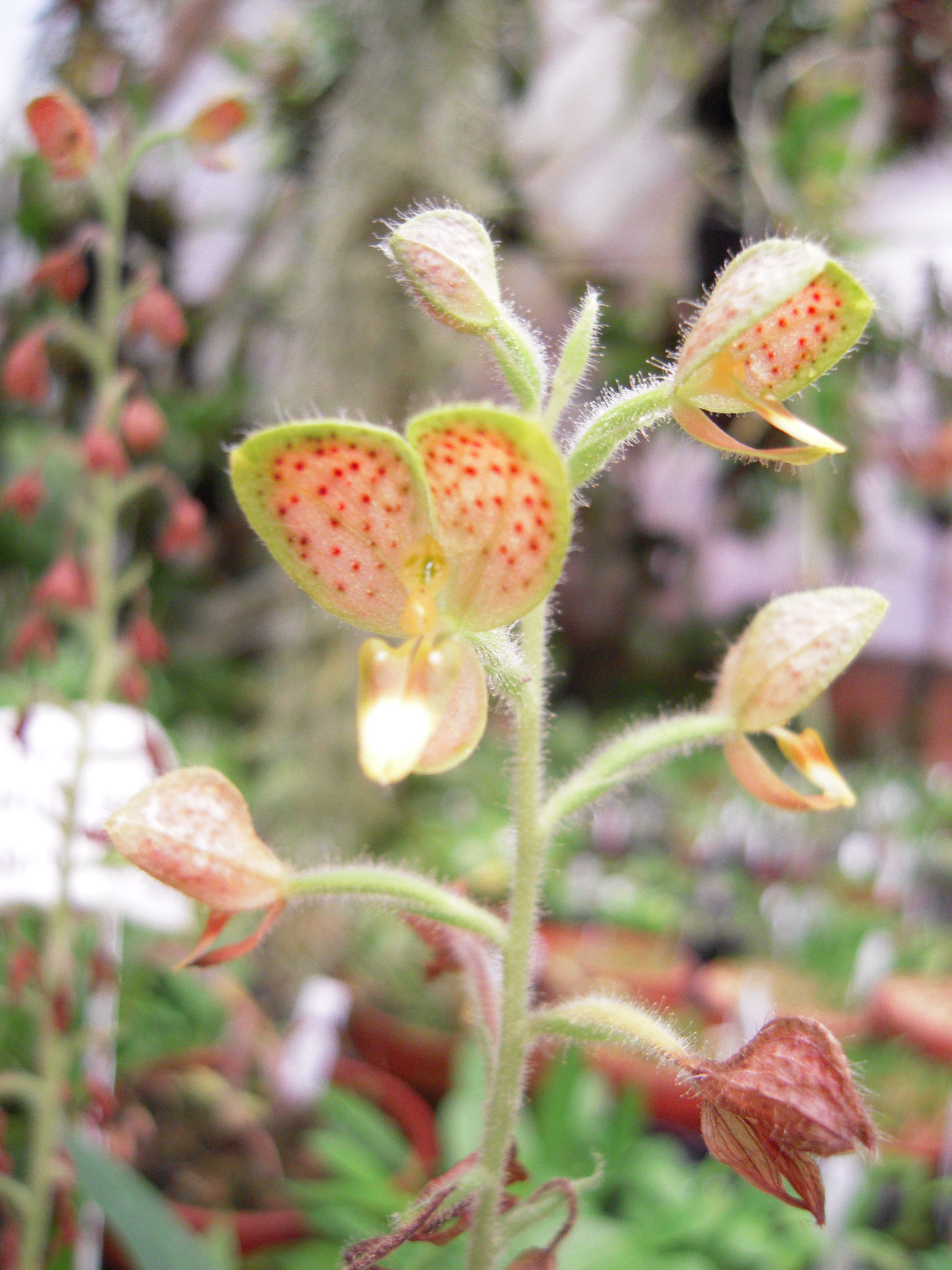
Ponthieva tunguraguae

Die Gattung Ponthieva wurde 1813 von Robert Brown in Aitons Hortus Kewensis 2. Auflage, Band 5, Seite 199 aufgestellt. Der Gattungsname ehrt Henry de Ponthieu (1731–1808), einen französisch-englischen Kaufmann in London, der Pflanzen in der Karibik sammelte.  Typusart ist Ponthieva glandulosa, ein Synonym zu Ponthieva racemosa.
Ponthieva wird innerhalb der Tribus Cranichideae in die Subtribus Cranichidinae eingeordnet. Nah verwandt sind die Gattungen Baskervilla sowie Cranichis.
Es sind folgende Arten bekannt:
- Ponthieva andicola Rchb.f.: Kolumbien und Ecuador
- Ponthieva appendiculata Schltr.: Kolumbien und Ecuador
- Ponthieva bicornuta C.Schweinf.: Peru
- Ponthieva brenesii Schltr.: Honduras, Costa Rica und Panama
- Ponthieva brittoniae Ames (Syn.: Ponthieva ekmanii Mansf., Ponthieva poitaei Rchb.f. ex Nir): Südliches Florida bis Hispaniola
- Ponthieva camargoi Szlach. & Kolan.: Kolumbien
- Ponthieva campestris (Liebm.) Garay: Mexiko
- Ponthieva castanedoi Szlach. & Kolan.: Kolumbien
- Ponthieva cesarensis Szlach. & Kolan.: Kolumbien
- Ponthieva collantesii D.E.Benn. & Christenson: Peru
- Ponthieva cornuta Rchb.f.: Bolivien
- Ponthieva curvilabia Garay: Ecuador
- Ponthieva cuyujana Dodson & Hirtz: Ecuador
- Ponthieva diptera Linden & Rchb.f.: Karibik bis tropisches Südamerika
- Ponthieva disema Schltr.: Ecuador
- Ponthieva dunstervillei Foldats: Venezuela
- Ponthieva elegans (Kraenzl.) Schltr.: Bolivien
- Ponthieva ephippium Rchb.f.: Mexiko bis Honduras
- Ponthieva fertilis (F.Lehm. & Kraenzl.) Salazar: Westliches Südamerika bis Venezuela
- Ponthieva formosa Schltr.: Mexiko bis Panama
- Ponthieva garayana Dodson & R.Vásquez: Bolivien
- Ponthieva gimana Dodson: Ecuador
- Ponthieva gracilis Renz: Kolumbien
- Ponthieva hameri Dressler: El Salvador
- Ponthieva hassleri Schltr.: Nordöstliches Paraguay
- Ponthieva hermiliae L.Valenz.: Peru
- Ponthieva hildae R.González & Soltero: Mexiko
- Ponthieva inaudita Rchb.f.: Kolumbien, Ecuador, Peru, Bolivien
- Ponthieva insularis Dressler: Galapagos-Inseln
- Ponthieva jamesonii Kolan. & Szlach.: Ecuador
- Ponthieva keraia Garay & Dunst.: Nordwestliches Venezuela bis Ecuador
- Ponthieva kraenzliniana (Szlach. & Kolan.) J.M.H.Shaw: Kolumbien
- Ponthieva lilacina C.Schweinf.: Peru
- Ponthieva luegii Archila, Szlach. & Chiron: Guatemala
- Ponthieva maculata Lindl.: Bolivien, Venezuela bis Ecuador
- Ponthieva mandonii Rchb.f.: Peru bis nordwestliches Argentinien
- Ponthieva mexicana (A.Rich. & Galeotti) Salazar: Mexiko und Guatemala
- Ponthieva microglossa Schltr.: Kolumbien
- Ponthieva micromystax Kraenzl. ex Szlach. & Kolan.: Kolumbien
- Ponthieva nicolasii Archila & Vinc.Bertolini: Mexiko
- Ponthieva nigricans Schltr.: Ecuador
- Ponthieva oligoneura Schltr.: Peru
- Ponthieva ovatilabia C.Schweinf.: Südliches Venezuela bis Guayana
- Ponthieva parvilabris (Lindl.) Rchb.f.: Bolivien, nordwestliches Venezuela bis Ecuador
- Ponthieva parvula Schltr.: Mexiko bis Honduras
- Ponthieva pauciflora (Sw.) Fawc. & Rendle (Syn.: Ponthieva haitiensis Mansf.): Karibik
- Ponthieva petiolata Lindl.: Kuba und Kleine Antillen
- Ponthieva phaenoleuca (Barb.Rodr.) Cogn.: Brasilien
- Ponthieva pilosissima (Senghas) Dodson: Ecuador
- Ponthieva pseudoracemosa Garay: Ecuador und Peru
- Ponthieva pubescens (C.Presl) C.Schweinf.: Ecuador, Bolivien, Peru, Brasilien
- Ponthieva pulchella Schltr.: Mexiko und Guatemala
- Ponthieva racemosa (Walter) C.Mohr: Südöstliche Vereinigte Staaten bis Mexiko und tropisches Amerika
- Ponthieva rinconii Salazar: Mexiko
- Ponthieva rostrata Lindl.: Kolumbien, Ecuador, Peru
- Ponthieva schaffneri (Rchb.f.) E.W.Greenw.: Mexiko und Guatemala
- Ponthieva similis C.Schweinf.: Kolumbien, Ecuador, Peru
- Ponthieva sprucei Cogn.: Nordöstliches Peru
- Ponthieva sylvicola Rchb.f.: Kolumbien und Ecuador
- Ponthieva triloba Schltr.: Mexiko bis El Salvador
- Ponthieva trilobata (L.O.Williams) L.O.Williams: Südliches Mexiko bis Guatemala
- Ponthieva tuerckheimii Schltr.: Mexiko bis Panama
- Ponthieva tunguraguae Garay: Ecuador
- Ponthieva unguiculata Ames & C.Schweinf.: Bolivien
- Ponthieva vasqueziae Becerra: Peru
- Ponthieva vasquezii Dodson: Bolivien
- Ponthieva ventricosa (Griseb.) Fawc. & Rendle: Karibik
- Ponthieva venusta Schltr.: Südwestliches Kolumbien bis Peru
- Ponthieva villosa Lindl.: Costa Rica bis Peru
- Ponthieva viridilimbata Dressler: Ecuador
- Ponthieva weberbaueri Schltr.: Peru